# マルカム・ラウリー
クラレンス・マルカム・ラウリー（Clarence Malcolm Lowry 、1909年7月28日 - 1957年6月26日）は、イギリスの詩人、小説家。1947年に発表した小説『火山の下』がモダン・ライブラリーが選ぶ最高の小説100で11位に選ばれたことで知られる。